# Луиджи
Луи́джи (яп. ルイージ Руи:дзи, англ. Luigi) — персонаж видеоигр, созданный дизайнером Сигэру Миямото для компании Nintendo. Обычно изображается как младший брат официального талисмана Nintendo, Марио. Впервые появился в аркаде Mario Bros., где он был одним из главных персонажей, как и Марио. Начиная с его дебюта, Луиджи появился во многих играх наряду с Марио, чаще всего сопровождая его в роли альтернативного игрового персонажа, но иногда играл роль главного героя (в играх Mario Is Missing!, Luigi’s Mansion и New Super Luigi U).
Изначально Луиджи был создан как полностью идентичный Марио персонаж, и их можно было отличить только по цвету одежды: Луиджи всегда носит зелёную рубашку и зелёную кепку, а Марио, соответственно — красную рубашку и такого же цвета кепку. Однако, по мере выпуска новых игр и усложнения их сюжета, Луиджи стал полноценным персонажем, отличающимся от своего брата и внешним видом, и характером: он далеко не такой азартный, как Марио, и обычно ведёт себя более скромно, да к тому же довольно пуглив. Больше всего боится привидений, что подтверждается во многих играх (но четвёртый раз в играх он кажется уже привык видеть привидений из-за чего сделали много анимаций по этому поводу). К примеру, в игре Super Mario Galaxy есть эпизод, где Луиджи видит Марио в облике привидения Бу и кричит от страха, даже не осознавая, кто это на самом деле (хотя в игре Luigi’s Mansion, Luigi’s Mansion: Dark Moon и Luigi’s Mansion 3 Луиджи всё-таки удаётся справиться со страхом перед призраками).
В играх, где Луиджи — малыш, он показывается как ужасный плакса, но дружелюбный и весёлый, а также немного более храбрый, чем он же взрослый.
В художественном фильме 1993 года «Супербратья Марио» характеры Марио и Луиджи поменяли местами. Луиджи там отчаянный авантюрист, вечно ищущий приключений на свою голову, в то время как Марио — напротив, трусоватый прагматик-ворчун, которому приходится следовать за своим непоседливым братцем и вытаскивать его из различных неприятностей. Ко всему прочему, Луиджи, в исполнении Джона Легуизамо, напрочь лишён своего характерного атрибута — усов.
Ещё есть персонаж упоминающийся как Дейзи — аналог принцессы Пич, к которому Луиджи подаёт знаки внимания (например в игре Mario kart Wii им посвящён целый трек).

## Критика
- Луиджи и Марио заняли 1 место в рейтинге «самых лучших перекрашенных персонажей компьютерных игр» сайта GamePro в 2009 году[1].
- Журнал Nintendo Power поставил Луиджи на пятое место в списке своих любимых персонажей[2].
- GameDaily представило Луиджи, как пример «забытого парня» — одного из 25 архетипов персонажей компьютерных игр[3].